# Uzelina podocarpi
Uzelina podocarpi är en insektsart som beskrevs av Rauno E. Linnavuori 1977. Uzelina podocarpi ingår i släktet Uzelina och familjen dvärgstritar. Inga underarter finns listade i Catalogue of Life.